# آئوگوست امیل فیلدورف
آئوگوست امیل فیلدورف (لهستانی: August Emil Fieldorf؛ ‏ ۲۰ مارس ۱۸۹۵ – ۲۴ فوریهٔ ۱۹۵۳) با نام مستعار نیل سرتیپ و جانشین فرمانده ارتش میهنی لهستان پس از سرکوب قیام ورشو بود.
وی در سال ۱۹۵۳ توسط رژیم کمونیستی لهستان اعدام شد.

## زندگی‌نامه
فیلدورف که تباری آلمانی داشت در ۲۰ مارس ۱۸۹۵ در شهر کراکوف دیده به جهان گشود. در همان‌جا، تحصیلات خود را در کالج پسرانه سنت نیکلاس و بعداً یک مدرسهٔ علوم دینی به پایان رساند. در سال ۱۹۱۰، به انجمن تفنگداران پیوست که یک سازمان شبه‌نظامی طرفدار استقلال لهستان بود و از سال ۱۹۱۲ عضو تمام‌عیار آن شد. او همچنین مدرسهٔ درجه‌دارانِ به‌خدمت گماشته‌نشده (غیررسمی) را هم به پایان رساند.

### جنگ جهانی اول
فیلدورف در ۶ اوت ۱۹۱۴ به‌طور داوطلبانه به هنگ اول لژیون‌های لهستان ملحق شد که تحتِ فرماندهی مارشال یوزف پیلسودسکی بود. با این هنگ، او به جبهه شرقی رفت و در آنجا معاون فرماندهٔ دسته پیاده‌نظام بود. وی در سال ۱۹۱۶ گروهبان شد و از ۱۹۱۷ به دانشکدهٔ افسری رفت. پس از بحران سوگند، او مجبور به خدمت در نیروی زمینی امپراتوری اتریش-مجارستان در مرزهای ایتالیا شد و از سال ۱۹۱۸ داوطلبانه به سازمان نظامی لهستان پیوست.

### تشکیل دولت جدید لهستان
فیلدورف از نوامبر ۱۹۱۸ و پس از تشکیل جمهوری دوم لهستان، در رده‌های مختلف نیروی زمینی خدمت کرد. ابتدا فرماندهٔ یک دسته بود و بعد فرماندهی گروهان مسلسل‌های سنگین را به عهده گرفت. فیلدورف در جریان جنگ شوروی و لهستان در آزادسازی دوگوپیلس و ژیتومیر نقش داشت و در جریان تهاجم ۱۹۲۰ کی‌یف فرماندهٔ این گروهان بود. فیلدورف پس از سال ۱۹۱۹ سرگرد و فرماندهٔ هنگ اول پیاده‌نظام و همچنین فرماندهٔ گردان شد. او در سال ۱۹۳۵ فرماندهٔ گردان مستقل تراکای در سپاه حفاظت مرزی شد و یک سال بعد به درجهٔ سرهنگ دومی ارتقا یافت. فیلدورف اندکی پیش از آغاز جنگ جهانی دوم، فرماندهٔ «هنگ ۵۱ تفنگ‌داران جوزپه گاریبالدی» در لشکر دوازدهم پیاده‌نظام واقع در حاشیهٔ شرفی لهستان (کرسی) شد.

## جنگ جهانی دوم
در جریان تهاجم آلمان به لهستان او همچنان فرماندهٔ هنگ بود و پس از شکست لشکرش در شب هشتم و نهم سپتامبر با لباس شخصی از شهر زادگاهش کراکوف گریخت. او تلاش داشت تا خود را به فرانسه برساند اما در مرز اسلواکی دستگیر و به اردوگاه فرستاده شد. فیلدورف چند هفته بعد، موفق شد فرار کند و از طریق مجارستان خود را به فرانسه برساند و به نیروهای مسلح لهستان در غرب ملحق شود. او در فرانسه دورهٔ آموزشی افسری را به پایان رساند و به درجهٔ سرهنگی ارتقا یافت. در سپتامبر همان سال، به‌عنوانِ نخستین فرستادهٔ دولت در تبعید لهستان، با نام مستعار «نیل» (که خودش انتخاب کرده بود) به‌طور مخفیانه به لهستان اشغالی بازگشت. مسیر بازگشت او به لهستان ابتدا از طریق آفریقای جنوبی، و سپس از طریق هوایی از رودزیا، سودان و مصر و رومانی و سرانجام با قطار به لهستان بود. مسیر پرواز هواپیمای او بر فراز سودان و مصر از رویِ رود نیل می‌گذشت و از این رو، فیلدورف نام «نیل» را برای خود برگزید. به محض رسیدن به لهستان او به اتحادیه مبارزه مسلحانه در ورشو و بعد در ویلنیوس و بیاویستوک پیوست. فیلدورف یک سال بعد فرماندهٔ واحد گروه ویژهٔ عملیاتی کدیف در ارتش میهنی شد و تا فوریهٔ ۱۹۴۴ آن سمت را حفظ کرد. با فرمان او بود که رهبر اس‌اس و پلیس فرانتس کوچرا ترور شد.
کمی پیش از قیام ورشو او به درجهٔ سرتیپی رسید و در اکتبر ۱۹۴۴ جانشین فرمانده کل قوا در ارتش میهنی (به فرماندهی لئوپولد اکولیتسکی) شد. او همچنین برای فرماندهی آینده سازمان مقاومت «نیه» (NIE) نامزد شد، سازمانی که از کادر ارتش میهنی با هدف مقاومت در برابر دولت جدید استالینیستی لهستان تشکیل شده بود.

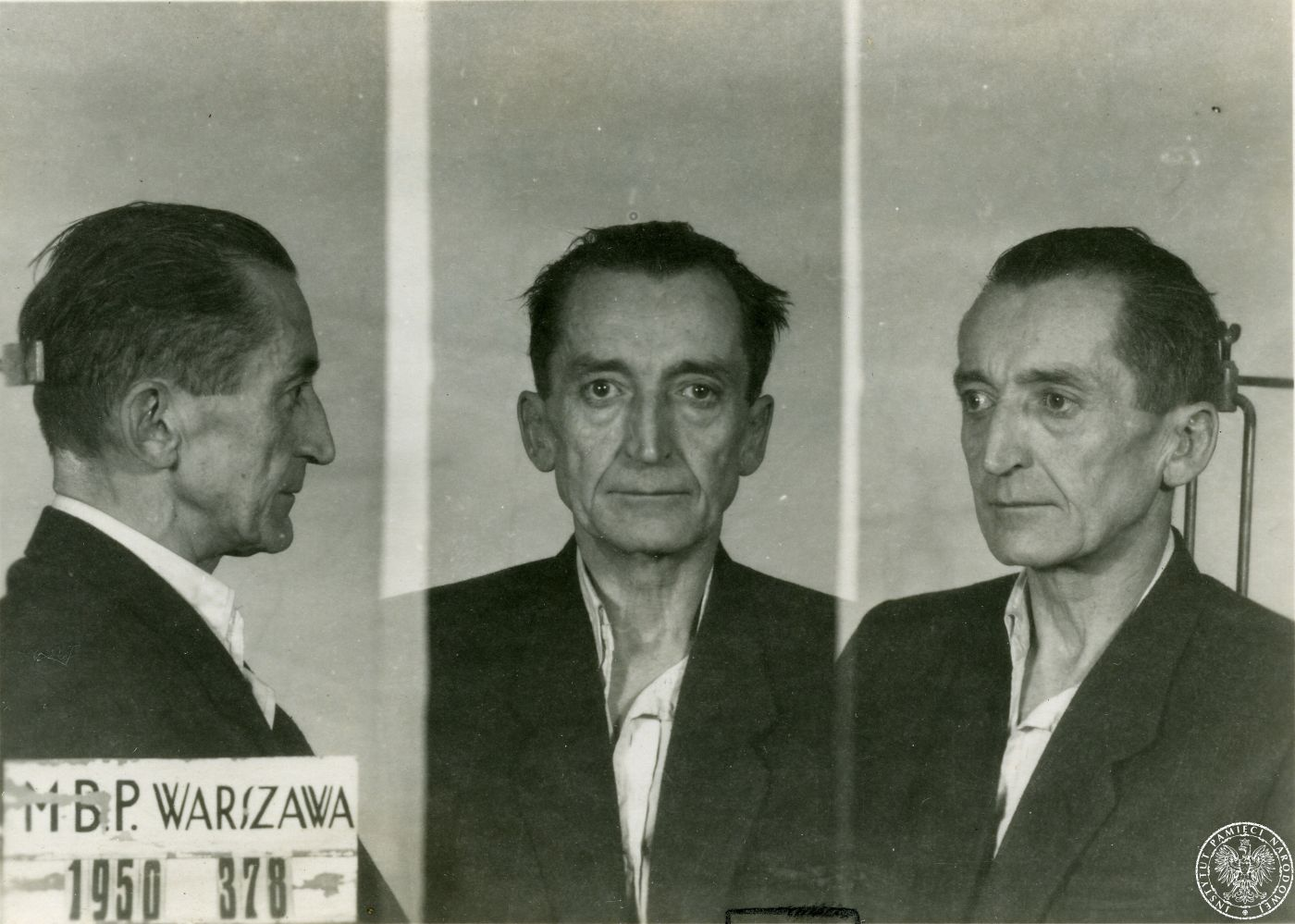
عکس بازداشت فیلدورف پس از دستگیری در سال ۱۹۵۰

## دستگیری و اعدام
فیلدورف در ۷ مارس ۱۹۴۵ توسط مأموران کمیساریای خلق در امور داخلی در شهر میلانووک دستگیر شد. در آغاز او را تحت نام «والنتی گدانیتسکی» اشتباه گرفتند و به اردوگاه گولاگ در رشته‌کوه اورال فرستادند. فیلدورف پس از آزادی به لهستان رفت که توسط حزب کارگران لهستان و «وزارت امنیت عمومی» سرکوبگرش اداره می‌شد. او ابتدا در بیاوا پودلاسکا و سپس در ووچ سکنا گزید و از فعالیت‌های مخفیانه و زیرزمینی‌اش دوری جست. در سال ۱۹۴۸، دولت وقت، فرمانِ عفو عمومی را برای اعضای دولت مقاومت پیشین صادر کرد. فیلدورف که نمی‌دانست این عفو، دروغین است، خود را به مقامات تسلیم کرد. او سپس در ورشو تحت بازداشت و بازجویی قرار گرفت. فیلدورف در زندان از همکاری با سرویس‌های امنیتی کمونیستی حتی در زیر شکنجه امتناع کرد. بازجویی‌های وحشیانه ژنرال فیلدورف شخصاً تحتِ نظارتِ سرهنگ یوزف روژاینسکی در وزارت امنیت عمومی انجام شد. کاژیمیش گورسکی، پلیس مخفی لهستان که بازجوی وزارت امنیت عمومی بود، در سال ۱۹۹۷ شهادت داد: «[یوزف] روژاینسکی مکرراً به بسیاری از جلسات بازجویی‌های من از ژنرال [آئوگوست] فیلدورف سر می‌زد و در مورد موضوعات زیادی با او گفتگو می‌کرد. بنیامین وایسبلخ نیز مکرراً حاضر می‌شد و در بسیاری از مواقع به من دستورهای شفاهی می‌داد. حکمی برای امتناع از قبول مدارک [دفاعی] ژنرال آماده کردم و آن را آنگونه که وایسبلخ دیکته کرد، نوشتم. من هیچ اختیاری از خودم نداشتم که از چه کسی و چگونه باید بازجویی کنم».
فیلدورف توسط دادستان هلنا وولینسکا-بروس متهم شد که «جنایتکار فاشیست هیتلری» است و دستور اعدام پارتیزان‌های شوروی را صادر کرده‌است. پس از محاکمه در یک دادگاه پوشالی، قاضی ماریا گوروفسکا او را در ۱۶ آوریل ۱۹۵۲ به اعدام محکوم کرد. درخواست تجدیدنظر در دادگاه عالی مورد قبول واقع نشد و درخواست خانواده برای عفو توسط رهبر کمونیست بولسواف بیروت رد شد که از دادن فرمان دستور «بخشودگی» سر باز زد. این حکم در ۲۴ فوریه ۱۹۵۳ در ساعت ۱۵:۰۰ در زندان موکوتوف در ورشو اجرا و فیلدورف به دار آویخته شد.
ویکتور گاتنر، دادستان کمونیست، آخرین لحظات ژنرال فیلدورف را چنین توصیف کرد:
از محکوم پرسیدم که آیا آرزویی دارد؟ فیلدورف پاسخ داد: «لطفاً خانواده‌ام را در جریان بگذارید». من گوشزد کردم که به خانواده او اطلاع داده خواهد شد [...] محکوم به‌طور مداوم به چشمان من زل زده بود. او راست ایستاده بود. کسی او را نگه نداشته بود. او همچون مردی بسیار قوی ظاهر شد. تقریباً می‌توان خونسردی او را در میان چنین رویدادهای دراماتیکی تحسین کرد. نه جیغ زد و نه قیافه‌اش تغییر کرد. گفتم: [اعدام را] اجرا کنید! جلاد و یکی از نگهبانان به محکوم نزدیک شدند […] بعد از آن به ملاقات رئیس زندان رفتم و سپس شخصاً تشریفات اعدام را فراهم آوردم.

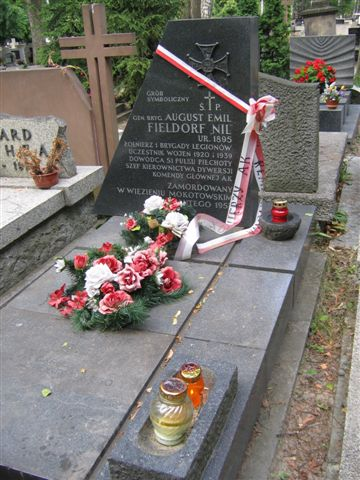
گور نمادین فیلدورف در گورستان پوونسکوفسکی در ورشو

جسد ژنرال فیلدورف هرگز به خانواده‌اش تحویل داده نشد و در مکانی نامشخص به خاک سپرده شد که هنوز نامعلوم است. در سال ۲۰۰۹، مقاله ای در روزنامه بریتانیایی تلگراف مدعی شد که فیلدورف در یک گور دسته‌جمعی در گورستان ورشو به همراه بقایای ۲۴۸ غیر کمونیست لهستانی دیگر به قتل رسیده بودند، دفن شد.
در سال ۱۹۵۸، دفتر دادستانی هرگونه تحقیقات بیشتر در این زمینه را متوقف کرد.

## بزرگداشت و قدردانی
در سال ۱۹۷۲ مجسمه‌ای بر روی گور نمادین او نصب شد. در سال ۱۹۸۹، پس از فروپاشی جمهوری خلق لهستان، رسماً از فیلدورف اعادهٔ حیثت شد. در سال ۲۰۰۶، رئیس‌جمهور لخ کاچینسکی نشان عقاب سپید را پس از مرگش به او اعطا کرد. در سال ۲۰۱۲، مقرر شد محل گور دسته‌جمعیِ موردِ بحث، برای یافتن بقایای فیلدورف بررسی شود.

### در جستجوی عدالت

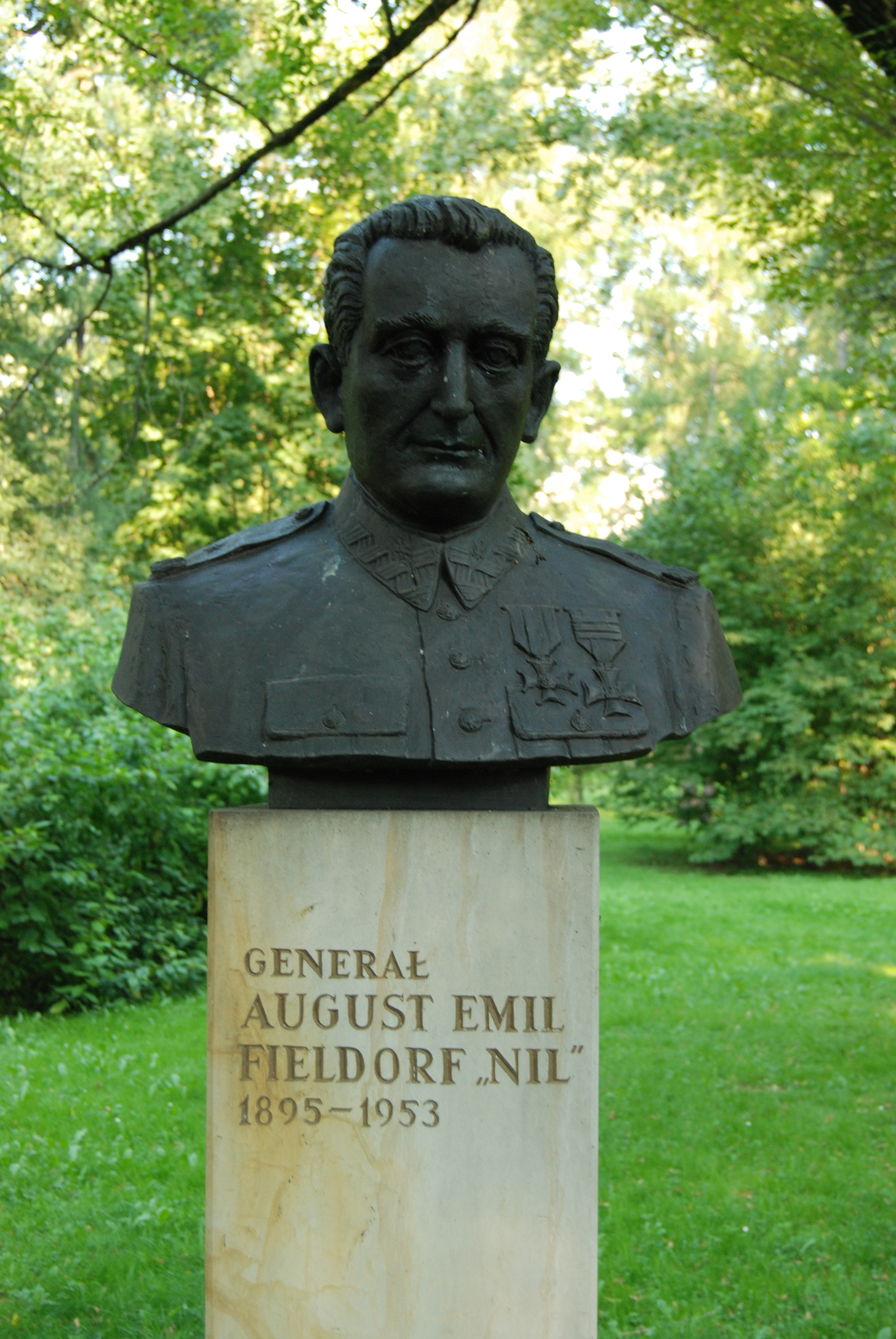
مجسمه فیلدورف، کراکوف

ماریا فیلدورف چارسکا، دختر فیلدورف، تقاضا کرد تا دادستان مسئول اعدام پدرش هلنا وولینسکا-بروس (که تا زمان مرگش در سال ۲۰۰۸ در آکسفورد انگلستان زندگی می‌کرد) به دادگاه آورده شده و محاکمه شود. دادستان نظامی در دهه ۱۹۵۰ میلادی، متهم به مشارکت در تحقیقات و محاکمه‌ای شد که منجر به اعدام فیلدورف گشت. وولینسکا-بروس حکم دستگیری فیلدورف را امضا کرد و چندین بار، حکمِ بازداشتِ او را تمدید کرد، اگرچه از بی‌گناهی او آگاه بود. گزارشی که در سال ۱۹۵۶ توسط مقامات کمونیستی صادر شد به این نتیجه رسید که وولینسکا-بروس حاکمیت قانون را نقض کرده‌است و در تحقیقاتی ساختگی و محاکمه‌هایی نمایشی که منجر به اعدام متهمان می‌شد، شرکت داشته‌است. پیگیری اتهامات علیه او توسط مؤسسه یادبود ملی آغاز شد که در آن اظهار شده بود وولینسکا-بروس «شریک جرم در دادگاه‌های اعدام» است، که به‌عنوان یک جنایت استالینی طبقه‌بندی می‌شود و مجازات آن تا ۱۰ سال زندان است. این پرونده توجه بین‌المللی را به خود جلب کرد. دولت بریتانیا از استرداد او خودداری کرد و وولینسکا-بروس در ۲۶ نوامبر ۲۰۰۸ بدون اینکه به دست عدالت سپرده شود، درگذشت.
ماریا فیلدورف-چارسکا در مورد دیگر افرادی که در قتل پدرش توسط دادگاه (با ارائه شواهد ساختگی) مشارکتی داشتند، گفت:
من نه می‌توانم اجازه دهم که پروندهٔ تفحص [در مورد قتل] پدرم مختومه شود، و نه اجازه دهم که افراد ذیل از عدالت فرار کنند: معاون مدیر دادگستری در دفتر دادستانی کل، «آلیتسیا گراف»؛ دادستان کل «ویکتور گاتنر» و بازجو «کاژیمیش گورسکی». آنها می‌توانستند [از شرکت در قتل پدرم] امتناع کنند. هیچ‌کس آنها را چه از نظر جسمی و چه از نظر فکری و روانی مجبور نکرد [این کار را انجام دهند]. من خواهان آن هستم که افرادی که پدرم را به قتل رساندند به دست عدالت سپرده شوند [...] من رؤیای لهستانی را دارم که نهادهای عدالت آن شفاف و شایسته احترام و اعتماد واقعی هستند. این نوع نهادها باید پایه و اساس یک ملت مستقل باشند. من خیلی دوست دارم که ما - لهستانی‌ها - بتوانیم سرمشق‌های خود را انتخاب کنیم تا از آنها پیروی کنیم، نه الگوهایی را که دیگران تبلیغ و تحمیل می‌کنند.
- یوزف روژاینسکی در سال ۱۹۸۱ درگذشت.
- ماریا گوروفسکا در سال ۱۹۸۸ درگذشت.
- آلیتسیا گراف در سال ۲۰۰۵ درگذشت.

## در فرهنگ عامه
ژنرال نیل نام یک فیلم درام تاریخی است که در سال ۲۰۰۹ منتشر شد و دربارهٔ زندگی فیلدورف است. این فیلم در لهستان با نقدهای مثبتی مواجه شد. کارگردانی فیلم به عهدهٔ ریشارد بوگایسکی و ایفاگر نقش اصلی آن اولگیرد ووکاشِـویچ بود.

## افتخارها، نشان‌ها و تقدیرنامه‌ها
- نشان عقاب سپید (۲۰۰۶)
- صلیب زرین ویرتوتی میلیتاری، که پیش‌تر صلیب سیمین اهدا شده بود (۱۹۲۳)
- صلیب استقلال (۱۹۳۲)
- صلیب شوالیه نشان افتخار تولد لهستان
- صلیب شجاعت - چهار مرتبه
- صلیب شایستگی (۱۹۲۹)
- نشان شایستگی نیروهای لیتوانی مرکزی